# O Ewigkeit, du Donnerwort, BWV 20
O Ewigkeit, du Donnerwort (BWV 20), ist eine Kirchenkantate von Johann Sebastian Bach. Er schrieb sie in Leipzig für den ersten Sonntag nach Trinitatis und führte sie am 11. Juni 1724 zum ersten Mal auf. Sie eröffnete seinen zweiten Leipziger Kantatenjahrgang, der auch als Choralkantatenjahrgang bekannt ist.

## Geschichte und Worte
Bach komponierte die Kantate in für den ersten Sonntag nach Trinitatis. Mit diesem Sonntag beginnt die zweite Hälfte des Kirchenjahrs. Ein Jahr zuvor hatte Bach zu diesem Anlass sein Amt als Thomaskantor aufgenommen und den ersten Kantatenzyklus begonnen mit Die Elenden sollen essen.
Die vorgeschriebenen Lesungen für den Sonntag waren 1 Joh 4,16–21 , „Gott ist Liebe“, und Lk 16,19–31 , das Gleichnis vom reichen Mann und armen Lazarus. Dem zweiteiligen Werk liegt das gleichnamige Kirchenlied von Johann Rist aus dem Jahre 1642 zugrunde. Die Strophen 1, 8 und 12 wurden im Wortlaut in den Sätzen 1, 7 und 11 übernommen, während ein unbekannter Dichter die anderen Strophen zu einer Folge von Rezitativen und Arien umformte. Den direkt übernommenen Strophen liegt jeweils die Melodie von Johann Schop zugrunde. Das Thema des Lieds steht in Beziehung zum Evangelium des Sonntags.
Mit dieser Kantate begann er das Projekt, für jeden Anlass des Kirchenjahres eine Choralkantate zu schreiben, die das jeweilige lutherische Hauptlied verarbeitete. Leipzig hatte eine Tradition der Betrachtung dieser Lieder. Bereits 1690 hatte der Pfarrer der Thomaskirche, Johann Benedict Carpzov, angekündigt, dass er jeweils über ein „gut, schön, alt, evangelisches und lutherisches Lied“ predigen würde, das Kantor Johann Schelle „in eine anmutige music zu bringen, und solche vor der Predigt … hören zu lassen“ angeboten habe. Bach komponierte in seinem zweiten Kantatenjahrgang vierzig Choralkantaten.

## Besetzung und Aufbau
Die Kantate ist besetzt mit drei Vokalsolisten, Alt, Tenor und Bass, vierstimmigem Chor, Zugtrompete, drei Oboe, zwei Violinen, Viola und Basso continuo.
Teil I
1. Coro: O Ewigkeit, du Donnerwort
2. Recitativo (Tenor): Kein Unglück ist in aller Welt zu finden
3. Aria (Tenor): Ewigkeit, du machst mir bange
4. Recitativo (Bass): Gesetzt, es daur’te der Verdammten Qual
5. Aria (Bass): Gott ist gerecht in seinen Werken
6. Aria (Alt): O Mensch, errette deine Seele
7. Choral: Solang ein Gott im Himmel lebt

Teil II
1. Aria (Bass): Wacht auf, wacht auf, verlornen Schafe
2. Recitativo (Alt): Verlaß, o Mensch, die Wollust dieser Welt
3. Aria (Alt, Tenor): O Menschenkind, hör auf geschwind
4. Choral: O Ewigkeit, du Donnerwort

## Musik
Die für Bach typische musikalische Ausmalung der Textinhalte und musikalischen Anspielungen sind in dieser Kantate besonders stark ausgeprägt. So wird in dem aufwändig angelegten Eingangssatz eine französische Ouvertüre, verbunden mit einer Choralfantasie, für den Beginn des neuen Kantatenzyklus verwendet. Ihre Abfolge langsam – schnell (Vivace) – langsam folgt der Choralmelodie, obwohl sie in Barform steht, also im Mittelteil den Anfang wiederholt (Stollen) und dann im Abgesang (Zeilen 7 und 8) neues Material bringt. Die Melodie wird als cantus firmus vom Sopran in langen Notenwerten gesungen, verstärkt von der Zugtrompete. Die thematische Entwicklung findet im Orchester statt. Das ansteigende Thema im langsamen Teil ist vom Beginn der Liedmelodie, während die Thematik im schnellen Teil vom Lied unabhängig ist. Dieser Teil ist keine strenge Fuge, es scheint Bach mehr an der Textausdeutung gelegen zu sein. „Ewigkeit“ ist beispielsweise durch lange gehaltene Noten dargestellt, „Donnerwort“ erscheint als plötzlicher Wechsel zu schnellen Noten mit einem Melisma im Bass, „große Traurigkeit“ wird durch eine absteigende chromatische Linie anschaulich, „erschrocken“ erscheint in zerrissenen Rhythmen, die von Pausen durchbrochen sind, „klebt“ wird von den Singstimmen lange gehalten.
Die Rezitative sind überwiegend secco, zum Arioso nur erweitert in Satz 9 auf die Worte „Pracht, Hoffart, Reichtum, Ehr, und Geld“, die wörtlich aus dem Choral zitiert sind. Die Arien interpretieren den Text sowohl in seinem Affekt als auch in einzelnen Phrasen. Der Text der Bassarie (Satz 8) „Wacht auf, wacht auf verlorne Schafe“ wird durch den Weckruf der Trompete zum Jüngsten Gericht versinnbildlicht. In Satz 10, einem Duett, wird das erste Motiv von den Stimmen auf die Worte „O Menschenkind“ gesungen und von den Instrumenten als Erinnerung an diese Mahnung ständig wiederholt. Beide Teile der Kantate enden mit demselben vierstimmigen Choralsatz, der mit dem Gebet endet: „Nimm du mich, wenn es dir gefällt, Herr Jesu, in dein Freudenzelt!“

## Einspielungen (Auswahl)
DVD
- O Ewigkeit, du Donnerwort. Kantate BWV 20. Rudolf Lutz, Chor und Orchester der J. S. Bach-Stiftung, Markus Forster, Daniel Johannsen, Wolf Matthias Friedrich. Samt Einführungsworkshop sowie Reflexion von Sibylle Lewitscharoff. Gallus Media, 2015.[6]